# グッド・イーブニング・トウキョウ
『グッド・イーブニング・トウキョウ』（good evening tokyo）は、矢野顕子の3枚目のライブ・アルバム、通算13枚目のアルバム。1988年5月21日発売。発売元はミディ。

## 概要
1987年12月20日・21日、東京厚生年金会館における、「グラノーラ・ツアー」での実況録音である。この時の舞台デザインは立花ハジメであった。アルバムデザインは矢野の子息のHoota、Miuのイラストによる。

## 参加者
- 坂本龍一： キーボード(Kurzweil, Simmons Silicon Mallet)、ピアノ（「ほうろう」のみ）、バックボーカル
- 矢野顕子：メインボーカル、ピアノ、キーボード(Kurzweil)（「ほうろう」のみ）、ギター（「おてちょ」のみ）
- 小原礼：ベース、バックボーカル
- 高橋幸宏：ドラム、 バックボーカル
- 窪田晴男：エレクトリック・ギター
- 吉川忠英：アコースティック・ギター、パーカッション、マンドリン、エレクトリック・ギター、バックボーカル
- 大村憲司：エレクトリック・ギター（特別出演：「また会おね」）

## 収録曲
オープニングに、ポール・デュカスの舞踊詩『ラ・ペリ』より、ファンファーレがかかる。
1. 電話線　(作詞・作曲：矢野顕子)
  - スタジオ録音は『JAPANESE GIRL』収録。
2. ほうろう　(作詞・作曲：細野晴臣)
  - 小坂忠の曲のカバー。矢野のスタジオ録音は『いろはにこんぺいとう』収録。
3. クマ　(作詞・作曲：矢野顕子)
  - スタジオ録音は『JAPANESE GIRL』収録。
4. いもむしごろごろ　(わらべうた)
  - 初出はライブ・アルバム『長月 神無月』。
5. ちいさい秋みつけた　(作詞：サトウハチロー　作曲：中田喜直)
6. おてちょ。(Drop Me a Line)　(作詞：矢野顕子、ピーター・バラカン　作曲：矢野顕子)
  - 上記2曲、スタジオ録音は『峠のわが家』収録。
7. わたしたち　(作詞・作曲：矢野顕子)
  - 途中で参加者紹介が入る。
8. ふりむけばカエル　(作詞：糸井重里　作曲：矢野顕子)
9. 花のように　(作詞・作曲：矢野顕子)
10. おおきいあい　(作詞：矢野顕子　作曲：窪田晴男)
  - 上記4曲、スタジオ録音は『GRANOLA』収録。
11. また会おね　(作詞・作曲：矢野顕子)
  - アンコール曲。大村憲司が特別参加。
  - スタジオ録音は『ごはんができたよ』収録。

エンディングにも再び、『ラ・ペリ』よりファンファーレ。